# فالکن‌هایتس (مینه‌سوتا)
فالکن‌هایتس، مینه‌سوتا (به انگلیسی: Falcon Heights, Minnesota) یک شهر در ایالات متحده آمریکا است که در مینه‌سوتا واقع شده‌است.

## خصوصیات
فالکن‌هایتس ۵٫۸۰ کیلومترمربع مساحت و در سرشماری سال ۲۰۱۰ میلادی، ۵٬۳۲۱ نفر جمعیت دارد و ۲۹۱ متر بالاتر از سطح دریا واقع شده‌است.